# Café arabe
Cet article concerne le café arabe. Pour le café turc, plus répandu, voir Café turc.
Le café arabe (arabe : قهوة عربية; qahwah arabiyya prononciation arabe: [ˈqah.wa] ) désigne la boisson décoctée aux graines d'arabica fortement présente dans les arts de la table des cultures du Moyen-Orient et notamment en Arabie. Se faire servir un café y est bien davantage que le seul partage d'une boisson, c’est partager un rituel profondément ancré dans l’histoire et la culture régionales. 
Le café arabe figure sur la liste du patrimoine culturel immatériel de l'humanité en Arabie saoudite, des Émirats arabes unis, d'Oman et du Qatar depuis 2015. Cette inscription est étendue en 2024 à la Jordanie

## Le rituel de préparation

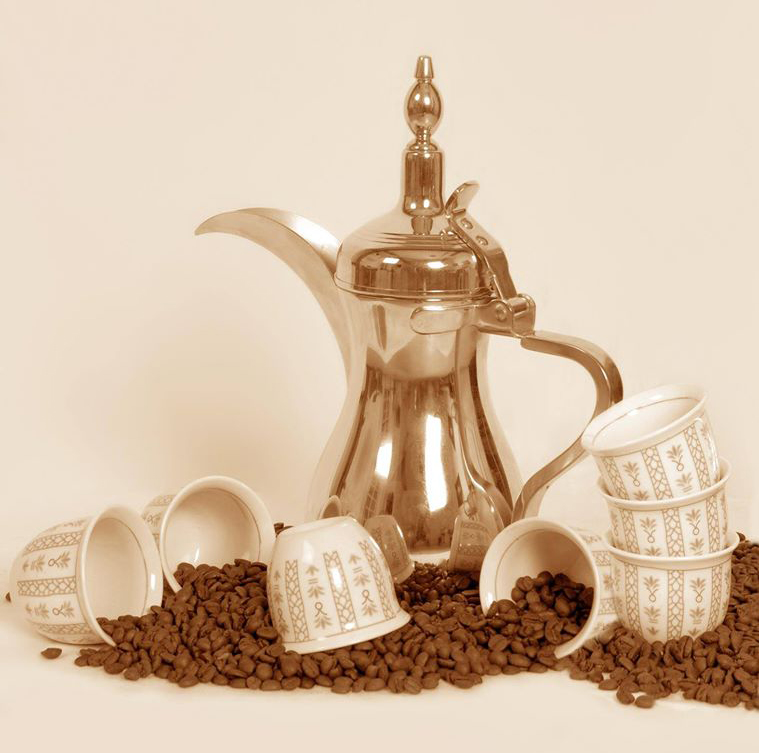
Un dallah, cafetière traditionnelle.

La préparation du café s'effectue traditionnellement en présence des invités. Les grains de café — qui provient principalement du Yémen — sont rapidement torréfiés au feu de bois, à l'aide d'une grande poêle en fer avant d'être moulus à l'aide d'un mortier de cuivre (al-hown). Le café est alors déposé dans le dallah, parfois accompagné d'épices — comme de la cardamome —, recouvert d'eau et mis à chauffer. Une fois prêt, il est versé dans une cafetière plus petite (dallah al-mzal) et servi dans de petites tasses (finjan) accompagné de dattes.

## Le rituel de dégustation
Le café appartient à la tradition d'hospitalité des habitants de la péninsule arabique et les invités sont souvent accueillis par cette formule : « Entrez prendre un café », nonobstant l'étendue des mets et boissons réellement offerts.
La dégustation du café arabe obéit à un rituel précis et codifié, transmis de génération en génération. Le Muqahwi est responsable du service. Il tient le dallah de la main gauche et plusieurs tasses de la droite et sert l'invité le plus estimé — ou le plus âgé — en premier ; le service continue ensuite dans le sens des aiguilles d’une montre. Chaque tasse n'est remplie qu'au quart mais pourra être remplie aussi souvent que souhaité. Si l'invité ne désire plus être resservi, il secoue doucement la tasse de gauche à droite ; l'usage veut que l'invité boive une tasse au minimum, en remerciement, sans aller au-delà de trois. Toute dérogation au rituel peut être interprétée comme une réticence ou une gêne à recevoir l'invité.
Parfois, l'hôte et les invités se retrouvent afin d'aplanir un différend et le rituel du café participe pleinement à la rencontre. Ainsi, le café est accepté par les invités mais la tasse est posée à côté d'eux, dans l'attente d'une solution au désaccord qui les amène. Ce n'est qu'une fois le différend réglé que l'hôte les invite à partager le café, pour sceller la fin du désaccord.